# Hoogeveen
Pour les articles homonymes, voir Hoogeveen (homonymie).
 Hoogeveen (Drents : 't Hoogeveine ou 't Hogevéne, avec un h muet) est une commune et une ville dans la sud de la province de Drenthe, aux Pays-Bas. L'histoire de la commune remonte à 1625.
Les villages de Elim, Fluitenberg, Hoogeveen et Noordscheschut ont toujours leurs canaux. Les autres villages sont Hollandscheveld, Nieuw Moscou, Nieuweroord, Nieuwlande, Pesse, Stuifzand et Tiendeveen.
Chaque année depuis 1997, en octobre, le tournoi d'échecs de Hoogeveen y est organisé.

## Personnalités liées à la commune
- Jean-Salomon Simon (1908-1945), résistant français, Compagnon de la Libération.

## Galerie

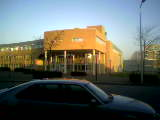
L'hôtel de ville.
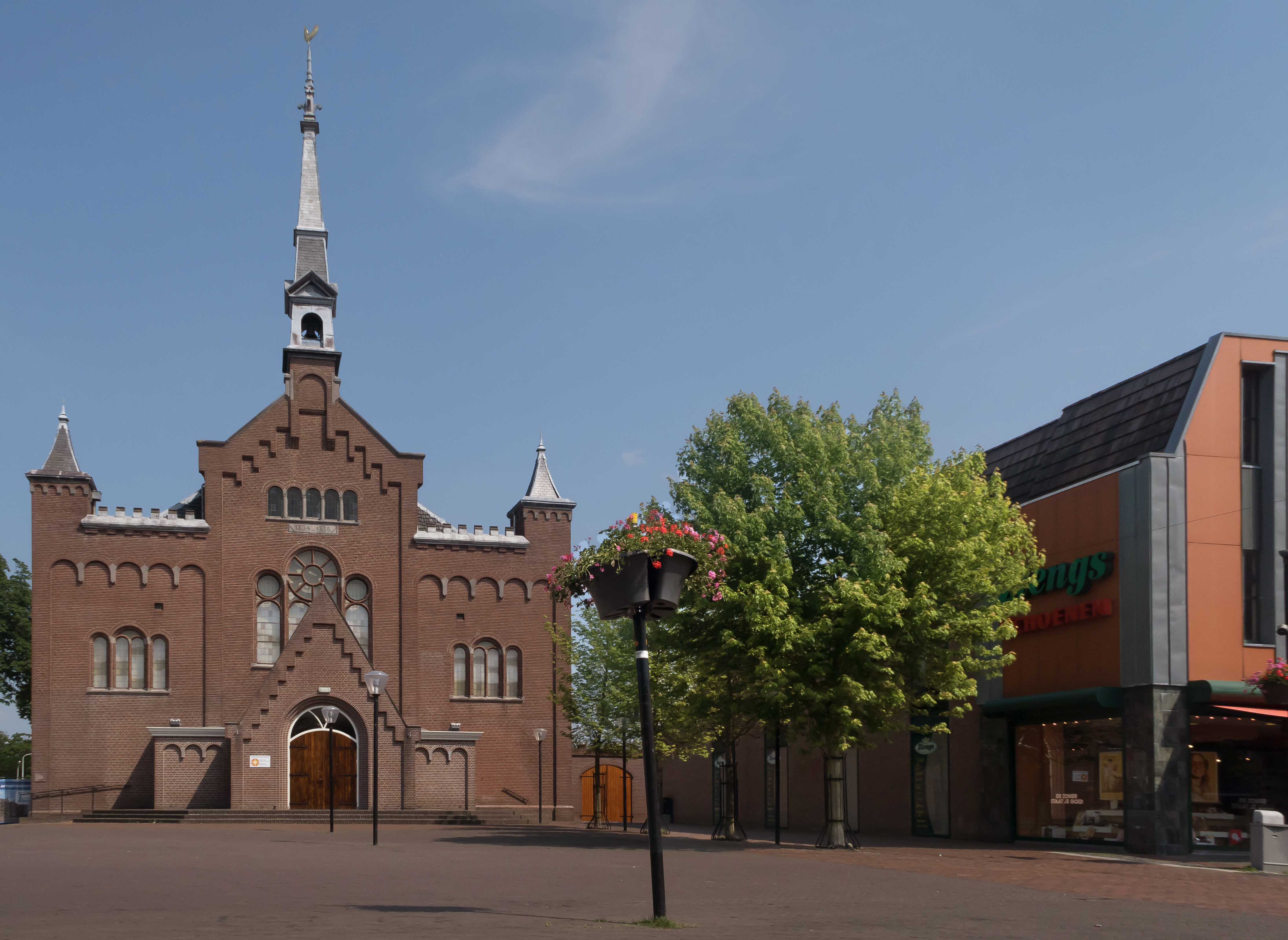
L'église : de Hoofdstraatkerk.
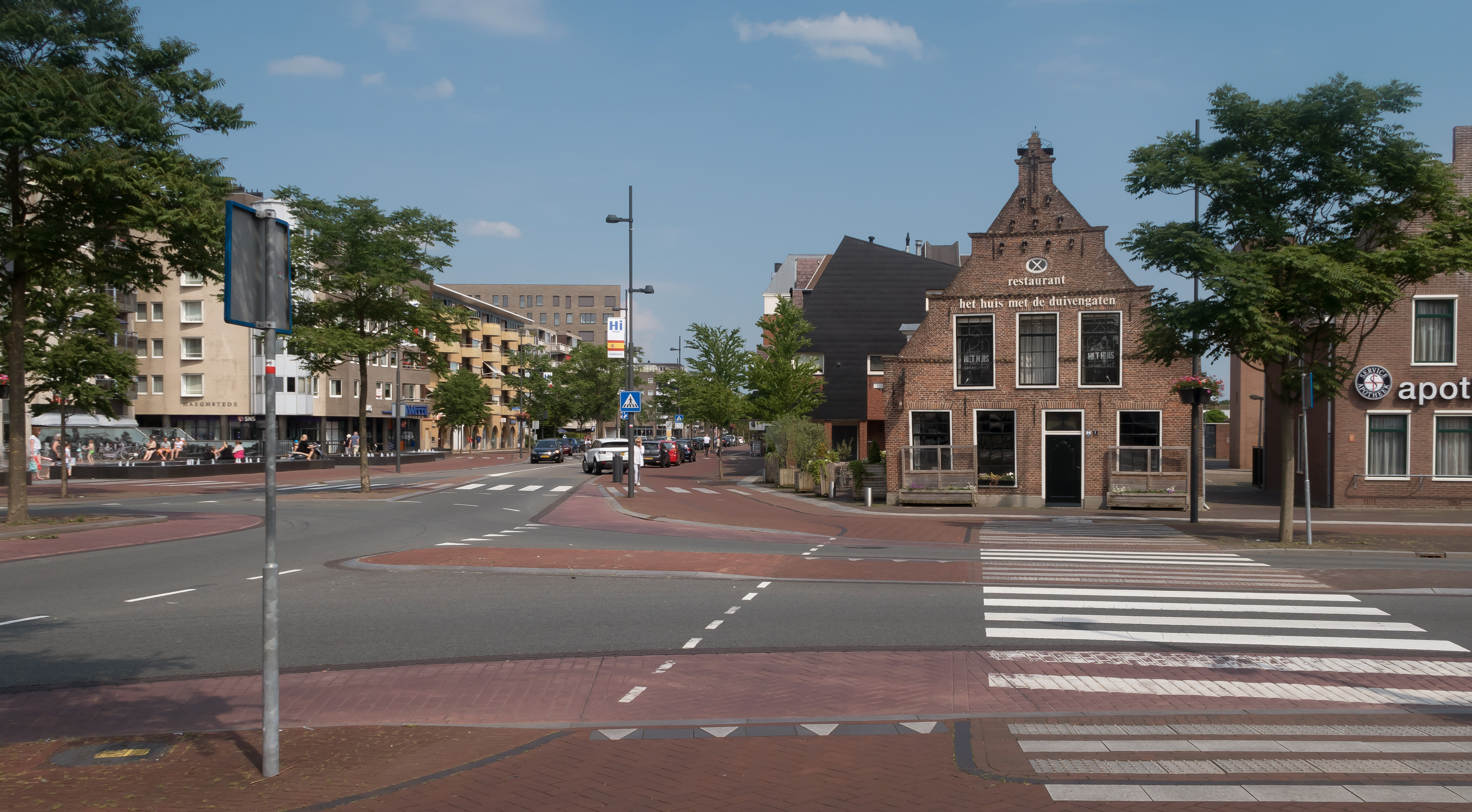
La maison avec les trous de pigeons.